# Ritratto dell'imperatrice Eugenia con le sue dame d'onore
L'imperatrice Eugenia con le sue dame d'onore è una delle opere più celebri e importanti del ritrattista ottocentesco Franz Xaver Winterhalter.

## Storia e descrizione
L'opera raffigura Eugenia de Montijo, moglie di Napoleone III, insieme alle sue dame d'onore in un contesto bucolico idealizzato. Particolarmente rilevante è l'attenzione data alle acconciature e agli elegantissimi abiti da ballo (della maison di Madame Palmyre), una fedele testimonianza della diffusione della crinolina. Tuttavia, bisogna notare che gli abiti indossati dalle dame sono da sera e non da giorno. La composizione mostra l'imperatrice Eugenia decentrata sulla sinistra, ma messa in risalto perché più in alto di tutte le altre donne, con un abito di mussola bianca e tulle decorato con fiocchi lillà. Le signore accanto a lei sono quelle che ricoprono le cariche più importanti nel suo entourage: alla sua destra la Principessa d'Essling, Gran Maestra della Casa, e alla sua sinistra la Duchessa di Bassano, prima Dama d'Onore. Davanti a Eugenia ci sono la Baronessa di Pierres e la Viscontessa di Lezay-Marnésia, in primo piano vi è la Contessa di Montebello, in abito verde. Sulla destra invece ci sono la Baronessa di Malaret, vestita di giallo, la Marchesa di Las Marismas - seduta - e la Marchesa di La Tour-Maubourg, in azzurro.
Nel bozzetto era presente una dama in più che lasciò la sua carica prima della realizzazione del dipinto. Inoltre l'imperatrice indossava un cappello di paglia. L'insieme dell'abito di mussola con cappello di paglia - ispirato a una mise di Maria Antonietta in un dipinto di Élisabeth Vigée Le Brun - fu ripreso da Winterhalter in un ritratto singolo dell'imperatrice Eugenia, dipinto nel 1857 (oggi all'Hillwood Museum & Gardens, Washington). La composizione della scena riprende altri due dipinti dello stesso Winterhalter, Florinda e il Decameron (anche il ritratto di Eugenia e delle sue dame fu soprannominato il Decameron dai contemporanei). Parimenti è possibile notare l'ispirazione tratta dalle scene bucoliche settecentesche, in particolare è evidente la ripresa di Watteau.
L'opera non fu commissionata pubblicamente, ma fu richiesta esplicitamente dall'imperatrice e pagata con i suoi fondi privati. Il dipinto fu esposto all'Esposizione Universale del 1855 e vinse una medaglia d'onore. Tuttavia, nonostante il riconoscimento ufficiale, la critica fu molto severa. D. Sébastiani, della Revue Universelle des Arts, disse che il dipinto «ha la vistosità delle carte da parati, l'apparenza di una gouache e la mollezza della decorazione teatrale». Théophile Gautier invece scrisse: «Monsieur Winterhalter ha sempre cercato la grazia, e l'ha spesso trovata; il suo stile civettuolo e brillante si rapporta con quello degli inglesi di cui parliamo in continuazione [...] forse un po' troppo preoccupato dell'eleganza, Monsieur Winterhalter non ha tirato fuori tutto il possibile da queste stoffe dalle tinte fresche e chiare, dagli incarnati di seta, dai capelli biondi o bruni; non ha donato abbastanza morbidezza alle pieghe, abbastanza solidità ai toni; ha fatto abuso della luce e della trasparenza». Molto più severo fu Gustave Planche della Revue des deux mondes: «Il ritratto dell'imperatrice e delle sue dame d'onore è semplicemente una parodia di Watteau, ma una parodia della quale le proporzioni non permettono indulgenza [...] Mai l'ignoranza è stata mostrata con più audacia [...] Questi abiti così frivolamente mostrati non contengono assolutamente niente».
Il dipinto fu destinato a decorare una sala del castello di Fontainebleau. Nel 1881 fu restituito insieme agli altri ritratti dell'artista, in quanto beni privati, all'imperatrice Eugenia, esiliata in Inghilterra e fu collocato in un salone di Farnbourough Hill, la casa inglese della sovrana. Jean Cocteau, amico dell'anziana imperatrice, ebbe modo di vedere il dipinto qui e disse che i ritratti di quelle dame erano «molto meno rassicuranti che non quelli dei granatieri di Napoleone I». Nel 1927 gli eredi di Eugenia misero all'asta la sua collezione e il dipinto fu comprato da dei nobili bonapartisti che lo donarono al castello di Malmaison. Nel 1952 fu spostato al castello di Compiègne, dove si trova tuttora e dove sono allestiti il museo del Secondo Impero e il museo dell'imperatrice Eugenia.

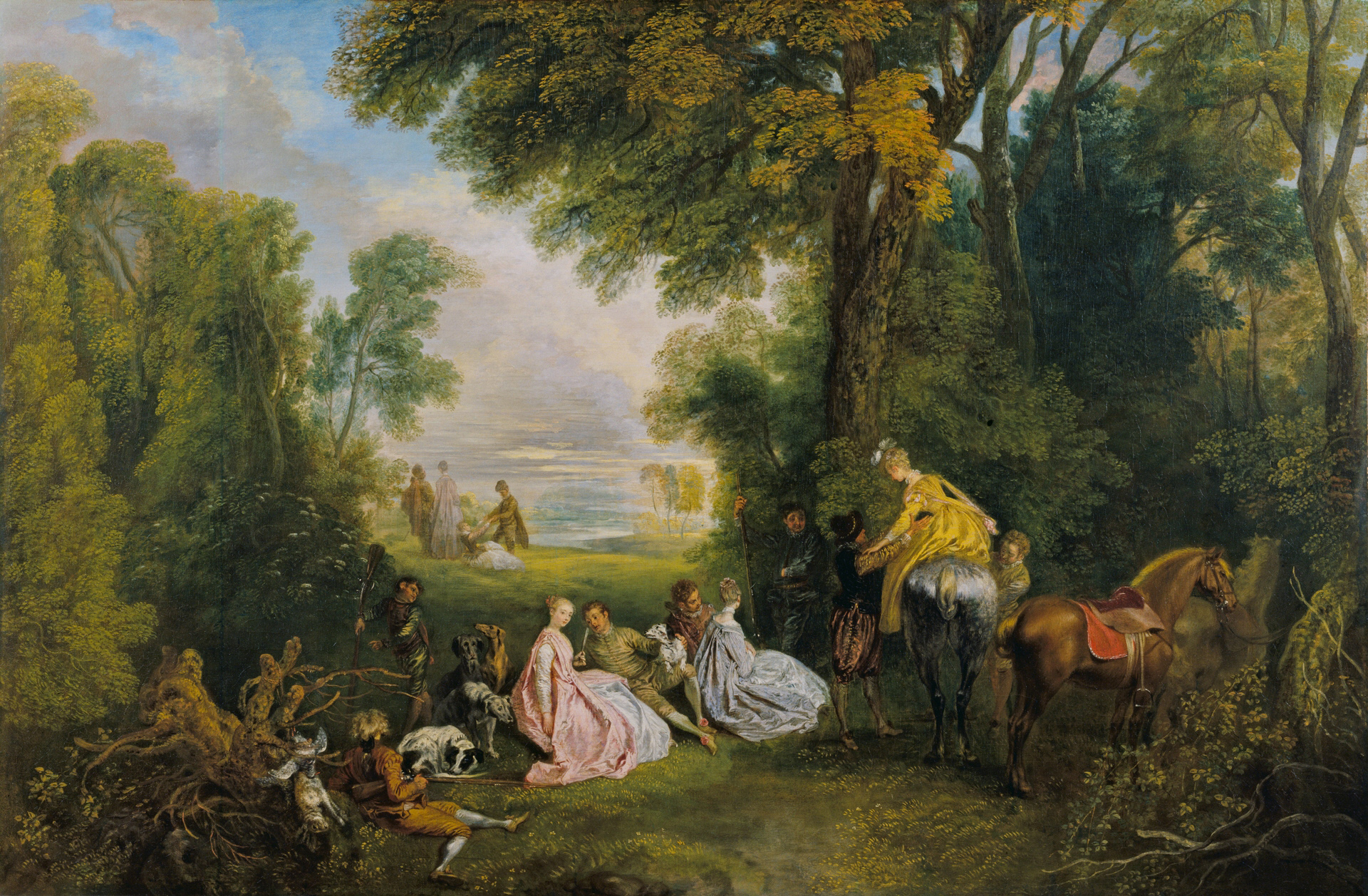
Antoine Watteau, Incontro a caccia, 1720.
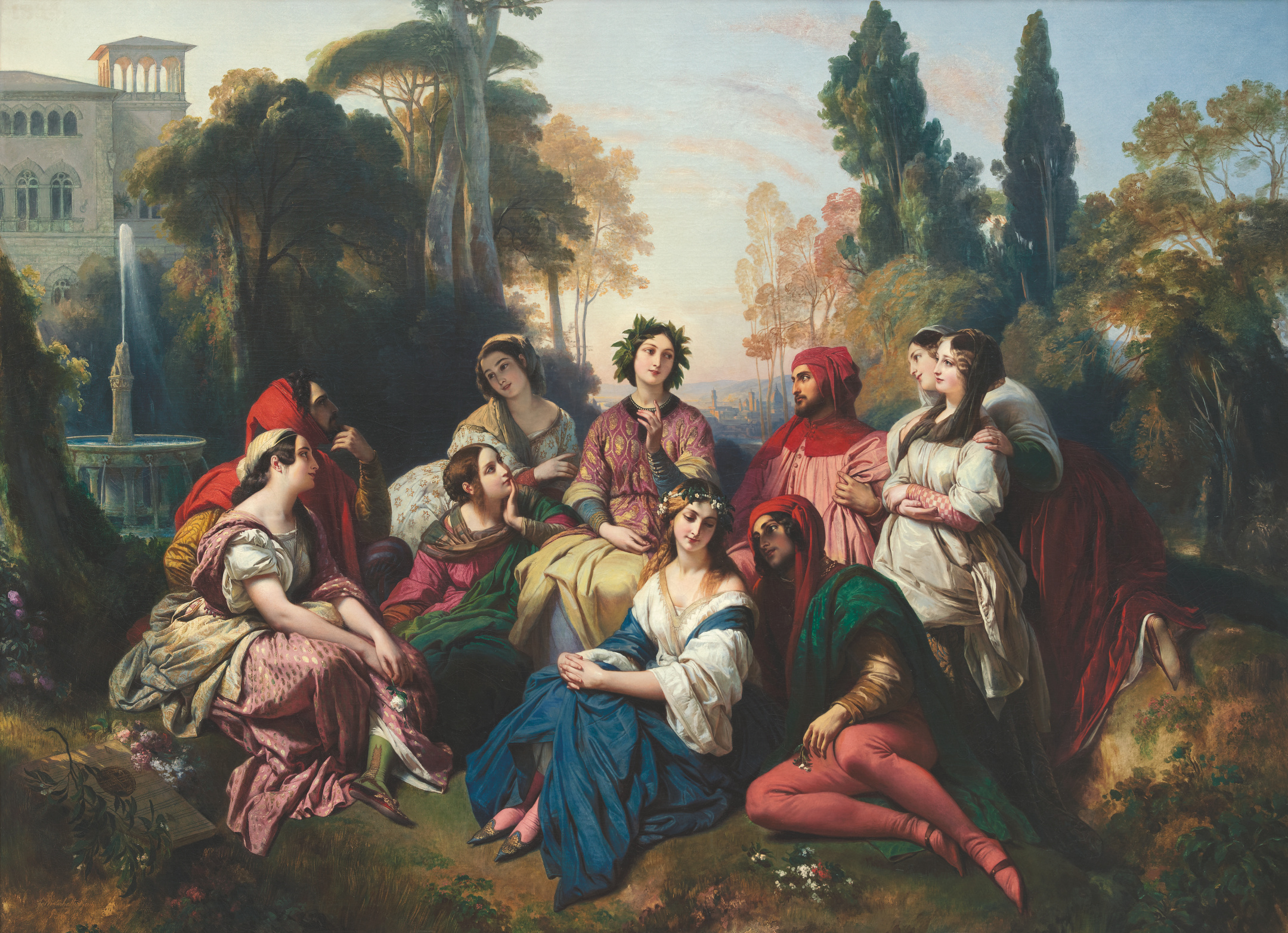
Franz Xaver Winterhalter, Decameron, 1837.
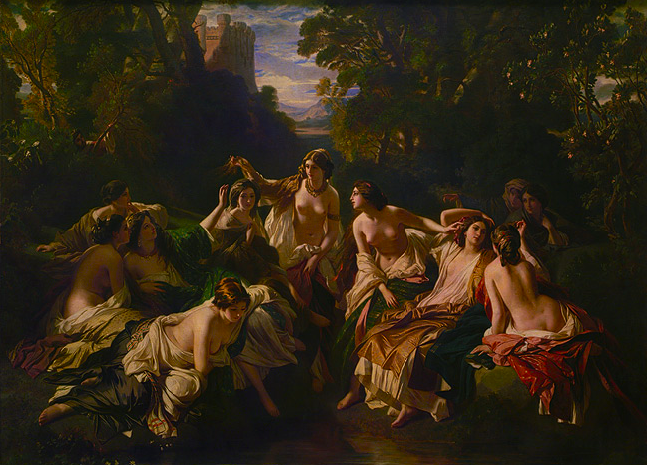
Franz Xaver Winterhalter, Florinda, 1853.